# Horst Dahlhaus
Horst Ernst Dahlhaus (* 30. Juli 1927 in Voerde; † 5. Februar 2017) war ein deutscher Sozialarbeiter.

## Werdegang
Dahlhaus kam als Sohn der Eheleute Ernst und Emilie Dahlhaus, geborene Schröder, zur Welt. Er studierte Volks- und Betriebswirtschaft in Köln und schloss 1955 als Diplom-Kaufmann ab. Anschließend war er in kirchlichen Einrichtungen der Rheinischen und der Westfälischen Landeskirche hauptamtlich in der Sozialarbeit und der Erwachsenenbildung tätig. Von 1955 bis 1960 war er Geschäftsführer der Gesellschaft der Freunde der Evangelischen Akademiearbeit in Essen. Von 1960 bis 1967 war er Sozialreferent im Sozialethischen Ausschuss der Evangelischen Kirche im Rheinland (EKIR) und gleichzeitig Geschäftsführer des Sozialwissenschaftlichen Instituts der Evangelischen Kirche im Rheinland.
1967 war Dahlhaus Mitbegründer und bis zum Amtsantritt des Akademiedirektors Rolf Schroers im Oktober 1968 erster Leiter der Theodor-Heuss-Akademie der Friedrich-Naumann-Stiftung in Gummersbach. Von 1970 bis 1973 war er Sozialreferent im Sozialamt der Evangelischen Kirche von Westfalen (EkvW) in Villigst. Von 1973 bis 1992 war er Direktor der Bundeszentrale für politische Bildung.
Dahlhaus übernahm mehrere ehrenamtliche Aufgaben in jüdischen Vereinen und Gruppen. Von 1959 bis 1966 und von 1969 bis 1990 war er Mitglied des Beirats der Friedrich-Naumann-Stiftung für die Freiheit.

## Ehrungen
- 1985: Verdienstkreuz 1. Klasse der Bundesrepublik Deutschland
- 1998: Großes Verdienstkreuz der Bundesrepublik Deutschland

## Schriften
- Ein Brief von Horst Dahlhaus: Zum 70. Geburtstag von Peter Finkelgruen, in: haGalil, 6. März 2012: https://www.hagalil.com/2012/03/dahlhaus/
- Israel und Deutschland: Das Beziehungsgeflecht, in: Tribüne. H. 177, 1/2006, S. 204 f.